# Weldon (Carolina del Nord)
Weldon és una població dels Estats Units a l'estat de Carolina del Nord. Segons el cens del 2000 tenia 1.374 habitants.

## Demografia
Segons el cens del 2000, Weldon tenia 1.374 habitants, 532 habitatges i 358 famílies. La densitat de població era de 299,7 habitants per km².
Dels 532 habitatges en un 26,5% hi vivien nens de menys de 18 anys, en un 40,4% hi vivien parelles casades, en un 22,6% dones solteres, i en un 32,7% no eren unitats familiars. En el 30,3% dels habitatges hi vivien persones soles el 17,5% de les quals corresponia a persones de 65 anys o més que vivien soles. El nombre mitjà de persones vivint en cada habitatge era de 2,46 i el nombre mitjà de persones que vivien en cada família era de 3,05.
Per edats la població es repartia de la següent manera: un 24,4% tenia menys de 18 anys, un 7,1% entre 18 i 24, un 22,9% entre 25 i 44, un 22,1% de 45 a 60 i un 23,5% 65 anys o més.
L'edat mediana era de 42 anys. Per cada 100 dones de 18 o més anys hi havia 74,3 homes.
La renda mediana per habitatge era de 32.668 $ i la renda mediana per família de 35.750 $. Els homes tenien una renda mediana de 26.154 $ mentre que les dones 25.438 $. La renda per capita de la població era de 16.322 $. Entorn del 18,6% de les famílies i el 22,5% de la població estaven per davall del llindar de pobresa.

## Poblacions més properes
El següent diagrama mostra les poblacions més properes.